# Agwei
Der Agwei ist ein Nebenfluss des Pibor im Südsudan.

## Verlauf
Der Agwei ist trotz des großen Einzugsgebietes ein relativ kurzer Fluss. Er hat zwar seine Quellen sehr viel südlicher in den Boma Hügeln, erhält seinen Namen jedoch erst bei dem Zusammenfluss des Kongkong mit Abara. Dies geschieht zwischen 30 und 50 km, bevor der Agwei in den Pibor mündet.

## Hydrologie
Die durchschnittliche monatliche Abfluss des Agwei wurde am Pegel an der Mündung in den Pibor in m³/s gemessen (Werte aus Diagramm abgelesen).

## Geschichte
Der Agwei wurde 1898 durch die „Faivre Expedition“ entdeckt, die ihm den Namen Adjouaro gab.

## Abgrenzung
Eine genaue Angabe über die Quelle des Flusses ist sehr schwierig. Die vorherrschende Darstellung bezeichnet den Agwei als Produkt des Zusammenflusses des Kongkong und des Abara.
Alternativ wird auch jeweils der Kongkong oder der Abara als eigentlicher Quellfluss genannt. Erschwerend kommt hinzu, dass in der flachen Landschaft mehrere Flüsse sich in unterschiedliche Arme aufteilen und dabei kreuzen. So wird auf einigen Karten der Abara mit dem Neubari, Oboth oder Gwom gleichgesetzt.